# 토양권
토양권(pedosphere, 페도스피어, 고대 그리스어 πέδον(pédon) '땅' 및 σαῖρα(sphaîra) '구'에서 유래)은 토양으로 구성되고 토양생성작용 과정을 거치는 지구의 가장 바깥층이다. 암석권, 대기권, 수권 및 생물권의 경계면에 존재한다. 토양권은 지구의 피부이며 대기(토양 내부 및 토양 위의 공기), 생물권(살아있는 유기체), 암석권(고결되지 않은 표토 및 고화된 기반암) 및 수권(물, 토양 위와 아래). 토양권은 지구상의 지상 생활의 기초이다.
토양권은 이러한 각 시스템 안팎으로 화학적 및 생물지구화학적 흐름을 중재하는 역할을 하며 기체, 광물, 유체 및 생물학적 구성 요소로 구성된다. 페도스피어는 식생, 페도스피어, 대수층 시스템, 퇴적암을 포함하는 더 넓은 경계면인 임계 구역 내에 있으며, 마침내 생물권과 수권이 깊은 곳에서 화학적으로 중요한 변화를 일으키지 않는 기반암의 어느 정도 깊이에서 끝난다. 더 큰 지구 시스템의 일부로서 토양 형태가 지구상의 지리적 위치에 의해서만 영향을 받는 특정 환경은 경도와 위도의 변화와 함께 기후, 지질, 생물학적 및 인위적 변화가 발생하기 때문이다.
토양권은 생물권의 식물 덮개 아래와 수권 및 암석권 위에 있다. 토양 형성 과정(유경발생)은 생물학의 도움 없이 시작될 수 있지만 생물학적 반응이 있으면 토양 탄소 스폰지가 형성되면서 상당히 빨라진다. 토양 형성은 광물의 화학적 및 물리적 분해로 시작되어 기반암 기질 위에 놓이는 초기 물질을 형성한다. 생물학은 암석을 분해하는 데 도움이 되는 산성 화합물을 분비함으로써 이를 가속화한다. 특별한 생물학적 개척자는 지의류, 이끼 및 종자 식물이지만, 초기 토양층의 화학적 구성을 다양화하는 많은 다른 무기 반응이 발생한다. 풍화 작용과 분해 생성물이 축적되면 응집성 토양체는 토양 단면을 통해 수직 및 측면으로 유체의 이동을 허용하여 고체, 유체 및 기체 상 간에 이온 교환을 일으킨다. 시간이 지남에 따라 토양층의 대량 지구화학은 기반암의 초기 구성에서 벗어나 토양에서 일어나는 반응 유형을 반영하는 화학으로 발전하게 된다.